# Руеда-де-ла-Сьєрра
Руеда-де-ла-Сьєрра (ісп. Rueda de la Sierra) — муніципалітет в Іспанії, у складі автономної спільноти Кастилія-Ла-Манча, у провінції Гвадалахара. Населення — 57 осіб (2010).
Муніципалітет розташований на відстані близько 170 км на схід від Мадрида, 120 км на схід від Гвадалахари.
На території муніципалітету розташовані такі населені пункти: (дані про населення за 2010 рік)
- Сільяс: 15 осіб
- Руеда-де-ла-Сьєрра: 42 особи

## Демографія
Динаміка населення (INE ):

## Галерея зображень
- Церква Руеда-де-ла-Сьєрра